# Фортун ібн Кассі
Фортун ібн Кассі (араб. فرتون بن قازي بن فرتون; бл. 710  — 758/770) — державний діяч Аль-Андалуса, перший намісник Сарагоси.

## Життєпис
Походив зі знатної вестготської родини. Син графа Кассія. Народився до 710 року. Після підкорення арабами королівства вестготів разом батьком перейшов на службу до Муси ібн-Нусайра. Разом з батьком у 714—715 роках здійснив подорож до Дамаску, де прийняв іслам.
Після смерті батька успадкував родинні володіння — Арнедо або Борху. Ймовірно, мав значний статус, оскільки одружився з донькою Абд аль-Азіза ібн-Муси, валі Аль-Андалуса, від його дружини Егілони, що походила з роду, близького до Бану-Касі. Ймовірно, тривалий час обіймав посаду каїда кури (територіальної одиниці Аль-Андалуса) — Архі або Хуркал-Сулі, що розташовувалися в долині річки Ебро. 
Ймовірно підтримав Абдаррахмана I, першого еміра Кордови, у боротьбі проти арабським племен кайсітів й кальбітів на чолі із Ас-Сумайлом і аль-Хубабом відповідно, намагаючись послабити вплив арабів врегіоні. Втім ще не зміг зміцнити становище роду на вищих посадах Кордовського емірату. У 763 році отримав посаду валі Сарагоси після Бадра. Помер Фортун ібн Кассі до 768 року.

## Родина
Дружина — Айша, донька Абд аль-Азіза ібн-Муси.
Діти:
- Муса (д/н—788/802), валі Сарагоси
- Захір